# Panda Cloud Antivirus
Panda Cloud Antivirus is antivirussoftware gemaakt door Panda Security, een bedrijf uit Spanje. Er bestaat een gratis versie en een betaalde. Het programma werkt met Collective Intelligence, een systeem dat gebruikmaakt van de kennis in de Panda Security-gebruikersgemeenschap en de cloud om malware te analyseren. Normaal gebruikt het een internetverbinding om de up-to-date informatie te verkrijgen. Als het internet niet toegankelijk is, zal Panda Cloud Antivirus de computer tegen de meest voorkomende bedreigingen beschermen. De detectiefunctie belast de computer amper.

## Functies
De software kan trojans, virussen, wormen, spyware, dialers, hacking-tools en andere veiligheidsrisico's detecteren.

## Beoordelingen
In een beoordeling door PC Magazine kreeg Panda Cloud Antivirus 1.0 in 2009 een Editor's Choice Award voor het beste antivirusprogramma. In 2011 was de beoordeling over Panda Cloud Antivirus 1.5 Free Edition iets minder positief, maar het zou zijn taak toch behoorlijk doen.
In een beoordeling van Softpedia over de nieuwe versie van Panda Cloud Antivirus 3.0 wordt gezegd dat de verwijdering van virussen traag in zijn werk gaat. Het programma zou vooral geschikt zijn voor internetgebruikers die niet frequent gebruikmaken van gevaarlijke en malwaregevoelige sites.

## Licentie
Het programma is vrijgegeven onder een propriëtaire licentie en kan alleen gebruikt worden voor privé- en non-profitdoeleinden.